# Jan Musch (filmmaker)
Jan Musch (1951) is een Nederlands filmmaker en -producent. Hij werkt samen met Tijs Tinbergen met wie hij productiebedrijf Musch & Tinbergen leidt. Het bedrijf produceert met name natuurdocumentaires. Naast documentaires heeft Musch met Tinbergen ook enkele films van Orlow Seunke geproduceerd. 
Jan Musch studeerde in 1975 cum laude af aan de Nederlandse Filmacademie. In 1994 werd hun documentaire Gebiologeerd genomineerd voor een Gouden Kalf. In 2009 won het productiebedrijf de prijs alsnog met hun documentaire Rotvos. 

## Filmografie
Samen met Tijs Tinbergen maakte Jan Musch de volgende films en documentaires:

### Documentaires
- SpreeuwenWerk (1983)
- Gebiologeerd (1994)
- De Carrièreplanning van de Scholekster (1998)
- Koos van Zomeren-lopende zinnen (2002)
- Rotvos (2009)
- Bevlogen Waterland
- Ik en mijn ouders-mijn ouders en ik
- Nieuwe Natuur
- Tiengemeten-van landbouw naar natuur

### Films
- De smaak van water (1982)
- Pim (1983)
- Pervola, sporen in de sneeuw (1985)
- Mul (2001)
- Zoeken naar Céline (2007)